# Réserves biologiques en France
Pour les articles homonymes, voir réserve biologique.
 (avril 2025).

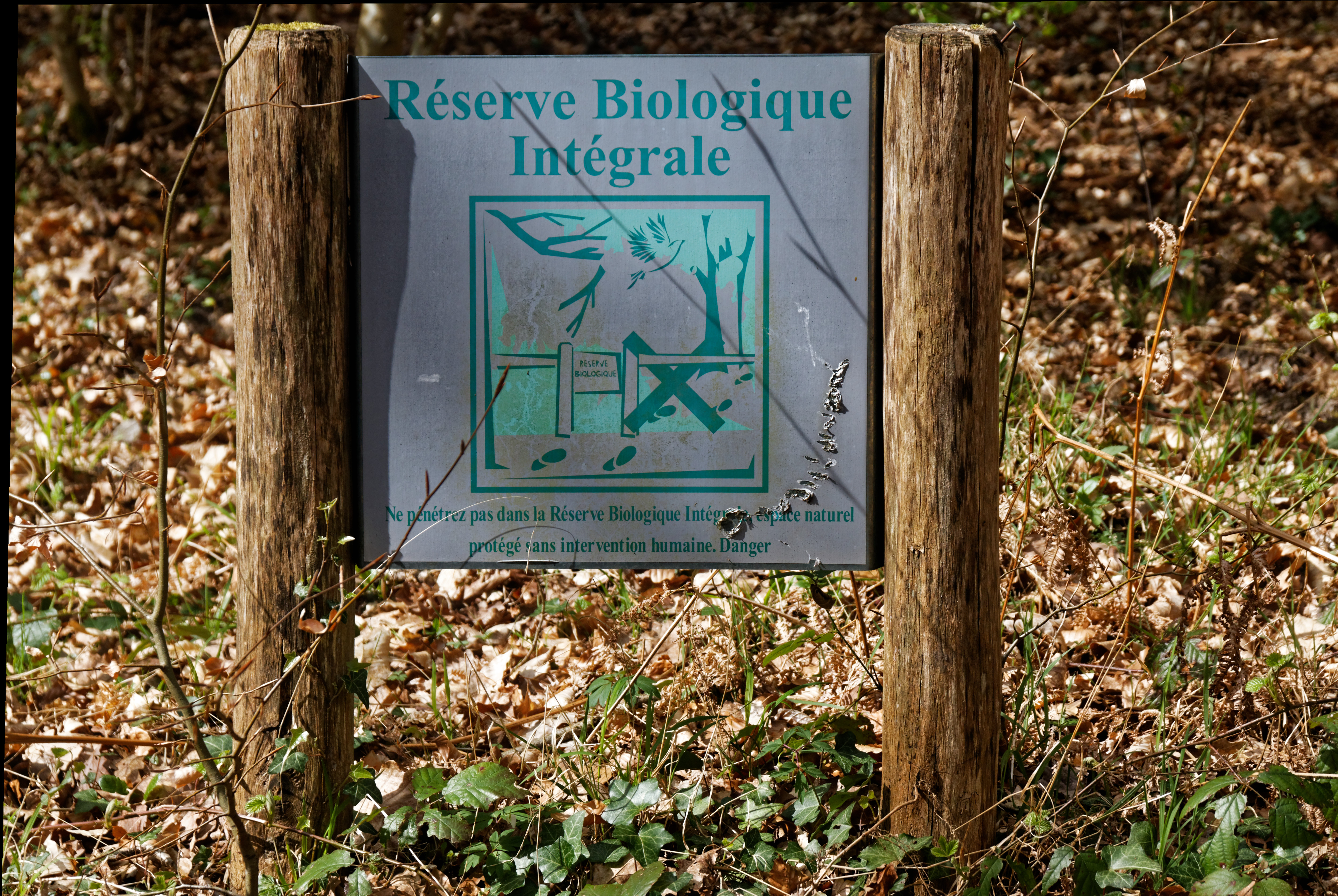
Réserve biologique intégrale en forêt de Fontainebleau.

Une réserve biologique est, en France, un type d'aire protégée située en forêt, ayant pour objectif de protéger des habitats ou espèces particulièrement représentatifs du milieu forestier et/ou vulnérables. 
On distingue deux types de réserves biologiques :
- les réserves biologiques intégrales, dans lesquelles la végétation est laissée en libre évolution ;
- les réserves biologiques dirigées, qui sont gérées.

Elles ont un statut distinct de celui des réserves intégrales de parc national.

## Histoire
Bien qu’il ait existé depuis longtemps des forêts royales théoriquement mieux préservées, et des lois capables de protéger les sites et grands paysages, le besoin d’un outil plus adapté s’est fait pressant alors que le public, les ONG et les scientifiques exigeaient une meilleure protection des reliques de naturalité forestière et de certaines espèces forestières en forte régression. La première réserve forestière véritable a été créée en forêt de Fontainebleau, en 1861, pour des raisons d’abord paysagères, sous l'impulsion des artistes de l'école de Barbizon. C'était la première réserve naturelle au monde (avant le parc national de Yellowstone aux États-Unis).
Les premières RB (dirigées et intégrales) ont été instituées en forêt de Fontainebleau en 1953.
Les RBD sont depuis 1981 cadrées par la convention (tripartite) générale du 3 février 1981, liant les ministères de l'environnement et de l'agriculture et l'ONF.
Les RB forestières sont cadrées par une convention tripartite du 14 mai 1986, entre les ministères de l'environnement et de l'agriculture et l'ONF. Ainsi que par :
- instruction ONF 95 T 32 du 10 mai 1995 sur les réserves biologiques dirigées et séries d'intérêt écologique particulier ;
- instruction 98 T 37 du 30 décembre 1998 sur les réserves biologiques intégrales.

En 2007, il existait 228 réserves biologiques, soit :
- 205 réserves en Hexagone: 37 intégrales, 154 dirigées, 14 mixtes ;
- 13 en Outre-mer: 6 intégrales, 6 dirigées et 1 mixte.

En 2025, selon la ministre Agnès Pannier-Runacher, il existe 277 réserve biologiques dont 95 réserves biologiques intégrales et 181 réserves biologiques dirigées. Elles s'étendent sur un total d'environ 133 000 ha. Ainsi les réserves biologiques représente, environ, 2,3 % de la forêt en métropole.

## Statut
En 2003, selon Daniel Vallauri, seuls 300 km2 de forêts sont aujourd'hui relativement vierges de tout impact humain, et près d'une centaine d'espèces forestières animales ou végétales sont menacées d'extinction.
Les RB sont créées pour une durée illimitée ; chaque révision d'aménagement de la forêt doit donc en tenir compte et tenir compte des réorientations éventuelle du « plan de gestion » de la réserve.
Du point de vue juridique, le statut de « Réserve biologique forestière » (RBF) n’est en France applicable qu’aux forêts publiques, qui relèvent en France du régime forestier et gérées à ce titre par l'ONF ;
On les appelle « Réserve biologique domaniale » (RBD) lorsqu’elles sont dans le domaine forestier de l'État), ou « Réserve biologique forestière » (RBF) dans le cas d’autres types de forêts soumises au régime forestier, par exemple forêts ou bois de collectivités (communes, départements, régions).

C’est l'ONF, ou le propriétaire public d’une forêt qui propose une RBF.
À la fin du XXe siècle, l'ONF a mis en place un Observatoire du patrimoine naturel des réserves biologiques chargé de faire périodiquement le bilan du patrimoine des réserves en forêts ; réserve biologique domaniale ; réserve biologique forestière ; réserve intégrale et plus généralement sur les habitats naturels forestiers et associés concernés (Clairières, tourbières, marais) pour les forêts publiques françaises (qui couvrent 8 % du territoire et représentent une gamme importante de milieux naturels), avec pour chaque site la description des principaux habitats et des modalités et objectifs de gestion de la réserve, un point sur les études et travaux de génie écologique et l'accueil du public. Les espèces végétales et animales d'intérêt patrimonial font l'objet de suivis d'effectifs, de répartition).
Il existe quelques cas particuliers qui n'étaient pas originellement des milieux naturels, dont la mare à Goriaux, en forêt domaniale de Raismes-Saint-Amand-Wallers dans le parc naturel régional Scarpe-Escaut. C'est la mise en réserve d'une mare qui s'est transformée en un vaste étang (en quelques décennies), à la suite d'un affaissement minier, en inondant et noyant la forêt. L'étang a été classé réserve ornithologique en 1968 puis en réserve biologique domaniale en 1982 sur 112 hectares, avec le pourtour de l'étang sur 50 mètres, et le terril, avec une zone tampon dite « zone de silence » en périphérie, soit au total 270 hectares.
L’acte juridique fondateur est un arrêté conjoint des ministres chargés de l'environnement et de l'agriculture.

### Objectifs
Ils sont scientifiques, éthiques, et pédagogiques :
- la réserve biologique dirigée a pour objectif la protection et gestion conservatoire d'habitats naturels remarquables ou rares, d'espèces rares ou menacées (ex Grand Tétras dont l’habitat est protégé par une RB en Haute-Meurthe (Lorraine) ou d'autres ressources naturelles (gisements de minéraux, fossiles, etc.) ;
- la réserve biologique intégrale vise à laisser s’exprimer la dynamique naturelle et spontanée des habitats, tant pour en tirer des données scientifiques que pour la conservation et/ou le développement de la biodiversité (invertébrés et autres organismes saproxylique en particulier, qui nécessitent une quantité importante de bois-mort, d'essence et d'âge varié).

Pour des raisons écologiques, ces objectifs ne peuvent être atteints que par la constitution d'un réseau national et paneuropéen de réserves biologiques intégrales représentatives de la diversité des types d'habitats forestiers, élément du réseau Natura 2000 et du réseau écologique national (Trame verte, en France, confirmée par le Grenelle de l'Environnement fin 2007).

## Trois degrés de protection possibles

### Réserve biologique intégrale
Dans une Réserve biologique intégrale (RBDI ou RBFI selon le propriétaire - cf. ci-dessus, ou RBI), toutes les opérations sylvicoles sont interdites, sauf cas particulier d'élimination d'essences exotiques invasives ou de sécurisation de cheminements ou voies longeant ou traversant la réserve. 
Dans les réserves « intégrales » les interventions humaines sont réduites au strict minimum (suivi et inventaires scientifiques, dont les conditions et autorisations sont en France établies par l'ONF), pour laisser la nature y évoluer dans des conditions supposées proches de ce qu’elles seraient en l’absence d’impacts anthropiques.

### Réserve biologique dirigée
Dans une réserve biologique dirigée (RBDD ou  RBFD selon le propriétaire - cf. ci-dessus, ou RBD) : La gestion, de type conservatoire ou restauratoire est subordonnés à l'objectif de conservation d’habitats ou de communautés vivantes ayant justifié la mise en réserve (Une exploitation forestière douce peut alors être envisagée compatible avec les objectifs d'une RB dirigée (par exemple pour restaurer des clairières, une source de bois-mort…). Remarque : Le Conseil d'État a estimé que le gouvernement était dans son droit en refusant de créer une RBDD pour la protection de l'ours dans les Pyrénées, ce type particulier de protection n’étant pas imposé par la loi ni par une directive.

### Zone tampon
Une zone tampon peut être créée pour protéger la réserve en mettant en œuvre une gestion restauratoire ou conservatoire spécifique.
Certains milieux intraforestiers ou périphériques, bien que non forestier peuvent être inclus dans la réserve et le plan de gestion (ex : tourbières, étangs, pelouses, landes, cavernes, Zones humides, dont ripisylves, etc.), également dans le cadre d'une logique de réseau national et paneuropéen.

### En forêt privée
Un propriétaire peut proposer la création d’une réserve avec les mêmes objectifs, mais il s’agira alors d’une RNR (Réserve naturelle régionale) s’il en reste propriétaire. Sinon il peut en faire don, ou la faire racheter par l’État, un conservatoire ou une collectivité, lesquelles peuvent alors proposer la création d’une réserve biologique.

### Fonctionnement
La demande initiale vient du propriétaire ou d'une autorité nationale ou locale. Elle est faite auprès de la direction générale de l'ONF, qui rend un avis technique d'opportunité (première étape du dossier de création de la réserve). Hors forêt domaniale, le propriétaire doit formellement signifier son accord (délibération de la collectivité). Un plan de gestion et un projet de règlement sont constitués sur la base d’un plan-type . 
La DIREN (DRIREN le cas échéant) et la DRAF (Direction régionale de l'agriculture et de la forêt) rendent un avis sur le dossier de création, qui est également soumis à avis du Conseil national de la protection de la nature (avis théoriquement facultatif, mais en réalité toujours demandé et suivi). Ces étapes étant franchies, un arrêté des ministres chargés de l'environnement et de l'agriculture crée la RB. 
Si des activités risquent de compromettre l’atteinte des objectifs du plan de gestion, les préfets des départements et les maires des communes concernées (Cf. Pouvoir de police) sont consultés sur le projet de règlement de la réserve. Ils ont trois mois pour donner leur avis.<bt>La règlementation propre est définie l'arrêté de création de la RB ou via un arrêté interministériel complémentaire. Les arrêtés sont alors affichés dans les mairies concernées et publiés au recueil des actes administratifs du ou des départements concernés.
C’est l'État, le propriétaire, le gestionnaire forestier, ou les milieux naturalistes (associations pour la protection de la nature et de l'environnement, scientifiques..) qui font la demande de mise en réserve, éventuellement en profitant d'une révision d'aménagement forestier, à l’occasion d’une Charte forestière ou lorsqu’ils le jugent nécessaire.
Le suivi de réserves biologiques est effectué le plus souvent par un réseau de placettes permanentes. Ces placettes sont géoreférencées et le suivi est fait régulièrement tous les 5-10 ans afin d'étudier l'évolution de la forêt. En France est utilisé le protocole élaboré par l'ENGREF.
On y étudie bien entendu les parties boisées, mais aussi les clairières, chablis et potentiellement tous les milieux intra-forestiers.

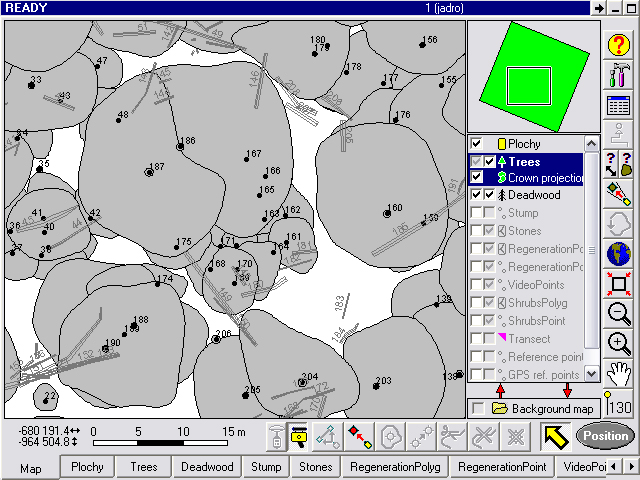
Cartographie des arbres et du bois mort sur une placette permanente dans une réserve biologique

Périodiquement évalué et mis à jour, il est indépendant de l'« aménagement forestier » de la forêt abritant la réserve.

Un comité consultatif de gestion est créé localement pour améliorer et/ou valider la gestion de chaque réserve ou d’un groupe de réserves.

Des commissions consultatives régionales des réserves biologiques peuvent proposer de nouveaux sites. Elles comprennent des scientifiques et naturalistes, des représentants d'associations de protection de la nature, de conservatoires (botaniques et des sites et espaces naturels), de collectivités (locales à régionales), d'administrations, des représentants d'usagers directement concernés…
Une commission consultative des réserves biologiques participe à l'élaboration de l'instruction sur les RBI. Le conseil national de protection de la nature valide le dossier de création de chaque réserve.
Pour qu'elles soient le plus efficace du point de vue de la biologie de la conservation, leur taille et leur localisation devraient être scientifiquement justifiés selon les principes et critères suivants :
- représentativité suffisante (des habitats forestiers ou para-forestiers, des espèces, présentes ou le cas échéant potentiellement présentes…),
- configuration spatiale adéquate (taille du massif, connectivité écologique…)
- pertinence des sites (structure, naturalité, ancienneté…).

En réalité, une étude faite sur 101 types de forêts protégées en Europe a montré que les choix avaient dans près de 75 % des cas été guidés par des opportunités telles que la disponibilité du site, son coût d'achat, le type de propriétaire (public en général) et non par la valeur et la pertinence écologique du site.

### Vidéographie
- [vidéo] Office national des forêts, « La réserve biologique intégrale du Vercors en film », sur YouTube, 1er février 2024